# Mabea chocoensis
Mabea chocoensis är en törelväxtart som beskrevs av Léon Camille Marius Croizat. Mabea chocoensis ingår i släktet Mabea och familjen törelväxter.
Artens utbredningsområde är Colombia. Inga underarter finns listade i Catalogue of Life.